# Gert Skals
Gert Skals (født 1983) er en dansk atlet medlem af Randers Real til 1999 derefter Randers Freja og fra 2005 Aarhus 1900.

## Internationale ungdomsmesterskaber
- 2003 U23-NM Tikamp 4. plads 6610p
- 2002 U21-NM Højdespring 7. plads 1,80
- 2002 U21-NM Stangspring 7. plads 4,00
- 2001 U19-NM Tikamp 6. plads 6076p
- 2000 U19-NM Tikamp afbrød

## Danske mesterskaber
- Guld 2011 Tikamp 7036p
- Bronze 2011 60 meter hæk-inde 8,75
- Guld 2011 Syvkamp -inde
- Sølv 2007 Tikamp 6013p
- Sølv 2004 Femkamp 3105p
- Sølv 2004 Syvkamp -inde 4617p
- Sølv 2003 Femkamp 3275p
- Bronze 2003 Syvkamp -inde 4662p
- Bronze 2002 Femkamp 3118p

Listen er ikke komplet.

## Personlige rekorder
- Spydkast: 69,25 2008
- Tikamp: 6953 point 2010